# Helene Holck

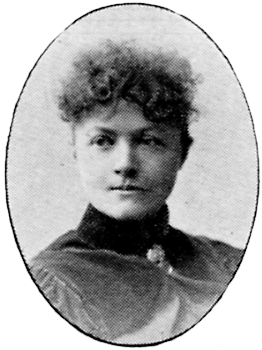
Helene Hanna Beata Holck

Hanna Helena Beata Holck, född 31 augusti 1863, död 1922 i Lund, var en svensk konstnär som lärde ut och arbetade med hantverk inom textil, keramik, läderplastik, måleri och snickeri. Hon var syster till Ingeborg Holck.

## Uppväxt
Systrarna Holck var döttrar till rektor Gustaf Andersson och Mary Helena Lindberg. Paret gifte sig i Göteborg 1860. Två år senare föddes Ingeborg och året efter föddes Helene. 1864 avled fadern Gustaf i cancer. Efternamnet Holck tog systrarna från äldre generationer tillbaka av släkt på faders sida. De växte upp i Lund som barn och flyttade därifrån senare efter 1879 för studier och arbete till bland annat Stockholm och Göteborg. De gjorde också kortare vistelser utomlands för olika ändamål. Efter 1903 återvände systrarna till Lund igen.

## Utbildning
Helene studerade porslinsmålning i Dresden från 1879–1880. Efter året i Tyskland påbörjade hon studier vid Tekniska skolan i Stockholm under avdelningen Högre Konstindustriella skolan (konstfack), mellan åren 1881–1887. På skolan lärde sig Helene bland annat specifik mönsterritning för arbete med läderplastik, porslins- och glasmålning och miniatyrmåleri. Det blev kunskap som hon tog med sig och utövade praktiskt under sin yrkeskarriär längre fram.

## Yrkesliv
De båda systrarna arbetade från 1887/88–1891 som lärarinnor inom konstslöjd i Göteborg på Konstindustriskolan. Skolan som senare kom att kallas Slöjdföreningens skola ”Slöjdis” och som idag heter Högskolan för Design och Konsthantverk (HDK). Efter göteborgstiden flyttade de till Stockholm 1892 för att öppna en ateljé för konsthantverk tillsammans. 1895 gjorde Helene en kortare studieresa som lärarinna till London.

### Helene och Rörstrand
Helene blev anlitad av Rörstrand på 1890-talet med det första signerade arbetet utfört 1890, ett fat med emaljmålning. Hon signerade sina arbeten med Helene Holk eller H Holck (i monogram, skrivstil förekom också). Helene använde sig av överglasyrmålning på lergods, keramik, porslin och fajans under tiden för Rörstrand. Hon blev också anlitad speciellt 1896–97 inför Stockholmsutställningen 1897 att representera fabriken med sina arbeten. Hon arbetade parallellt också under tiden i den egna ateljén tillsammans med Ingeborg.
Helenes egna hantverksarbeten ingick och visades upp på flera utställningar runt om i landet, i Göteborg 1891, i Vadstena 1893, i Karlstad 1895, i Stockholm 1897, i Helsingborg 1903 och på Malmö museum 1904. Men hon var också representerad på flera stora utställningar utomlands som i Köpenhamn 1888, i Paris 1889 och i Chicago 1893. I Chicago 1893 (World Columbian Exposition) deltog Helene och Ingeborg med arbeten i porslinsmåleri för utställningen.

## Engagemang och donationer
När de båda systrarna återvänder till Lund 1903 engagerar de sig i den Kulturhistoriska föreningen för Södra Sverige. De visar ett upp ett brinnande intresse att främja konstslöjden och speciellt uppmärksamma kvinnans deltagande i den. De startar upp en fond i deras namn, ”Helene och Ingeborg Holcks fond” som ska användas för Konsthögskolan till stipendier för kvinnliga elever. Ingeborg testamenterar också 5 000 kronor att tillfalla Kulturhistoriska föreningen med önskemål att användas för dess vävskola.
Förutom de pengar som doneras överlämnas också en större samling föremål över till Kulturen i Lund (för sökning av samling, se extern länk). Göteborgs Stadsmuseum får också mottaga diverse föremål av systrarna Holck till deras samlingar, i form av dräkter, vävnader, keramik med mera. (för sök. av saml. se extern länk). Det doneras en del föremål under systrarnas levnadstid , men den större samlingen kommer efter 1939 från dödsboet i Lund. Föremålen är dels egengjort hantverk, interiörer från deras bohag (ärvt eller förvärvat), men också andra föremål som till exempel skulpturer med religionshistoriskt värde som Ingeborg samlat in och köpt under hennes resor till Bali, Tibet, Indien och Kina. Ingeborg avlider under en av hennes resor i staden Wiesbaden.